# Neuilh
Neuilh é uma comuna francesa na região administrativa de Occitânia, no departamento dos Altos Pirenéus. Estende-se por uma área de 2,39 km². Em 2010 a comuna tinha 102 habitantes (densidade: 42,7 hab./km²).